# مکانیک مداری

ماهواره‌ای در حال گردش به دور زمین با سرعت مماسی و شتاب به درون

مکانیک مداری (به انگلیسی: Orbital mechanics) یا اخترپویاشناسی (به انگلیسی: astrodynamics) شاخه‌ای از مکانیک آسمان و زمینه‌های کاربردهای آن رشته در رابطه با دانش بالستیک است. در اخترپویاشناسی به مطالعهٔ مدارهای حرکت ماهواره‌های ساخت بشر و فضاپیماهای کاوشگر پرداخته می‌شود.
مکانیک مداری برنامه‌ای است مبنی بر پرتابه‌شناسی و مکانیک سماوی برای روبرو شدن با مشکلات عملی مربوط به حرکت راکت و فضاپیماها. حرکت این اشیاء معمولاً بر اساس قوانین حرکت نیوتن و قانون جهانی گرانش نیوتون محاسبه می‌شود. این یک رشته اصلی برای طراحی و کنترل در ماموریت‌های فضایی است. سیستم مکانیک مداری با استفاده از نیروی گرانش بین فضاپیماها و ساختارهای کیهانی همچون سیاره‌ها، ماه‌ها و دنباله‌دارها شکل می‌گیرد. تمرکز مکانیک مداری بر روی مسیرهای پرواز مدار فضاپیماها، مانورهای مداری، تغییر مدار فضاپیماها و ماموریت‌های بین سیاره‌ای است و همچنین در استفاده برنامه‌ریزها برای پیش‌بینی نتایج پیشرانش‌های فضایی در مأموریت‌ها استفاده می‌شود. نسبیت عام نیز تئوری‌های دقیقی در مورد قوانین نیوتن و از جمله مدارها دارد.